# ヴァシーリー1世
ヴァシーリー1世（Василий I，Vasilii I, 1371年12月30日 - 1425年2月27日）は、モスクワ大公（在位：1389年 - 1425年）。ドミトリイ・ドンスコイと公妃エヴドキヤの長男。息子にはヴァシーリー2世がいる。弟には、後に一時的にモスクワ大公位に就くガーリチ公ユーリー、そしてモジャイスク公アンドレイ、ドミトロフ公ピョートル、コンスタンチンがいる。

## 事跡
1390年にリトアニア大公国のヴィータウタスの娘ソフィヤを娶る
1392年にニジニ・ノヴゴロド公国を併合する。同時代史料によれば、もはやモスクワの勢力拡大に対抗できないことを悟ったニジニ・ノヴゴロドの貴族たちが自分の公を説得したという。同時に、タルサ、ムーロム、ゴロジェッツがモスクワに併合される。
他方、北東ルーシの若干の諸公（スタロドゥブ公、オボレンスキー公、ベロオーゼロ公）は大公の勤務人になり、軍司令官や代官を引き受け始めた。
1396年には、ヴィータウタスと会談し、対モンゴルに関し、共同歩調を取ることで合意する。
死に際して、モスクワ大公位を息子のヴァシーリー2世に譲ったが、このことが、ヴァシーリー2世と彼の叔父、ガーリチ公ユーリーとその息子たちとの大公位を巡る内戦を招くこととなった。